# Clifford Hugh Dowker
Clifford Hugh Dowker (/ˈ d aʊ k ər / ; 2 mars 1912 - 14 octobre 1982) est un topologue connu pour ses travaux sur la topologie par points et aussi pour ses contributions à la théorie des catégories, à la théorie des faisceaux et à la théorie des nœuds.

## Biographie
Clifford Hugh Dowker grandit dans une petite ferme de l'ouest de l'Ontario, au Canada. Il excelle en mathématiques et est payé pour enseigner les mathématiques à son professeur de mathématiques dans son école secondaire. Il reçoit une bourse à l'Université Western Ontario, où il obtient son BS en 1933. Il veut poursuivre une carrière d'enseignant, mais il est persuadé de poursuivre ses études en raison de son extraordinaire talent en mathématiques. Il obtient sa maîtrise de l'Université de Toronto en 1936 et son doctorat de l'Université de Princeton en 1938. Sa thèse Mapping theorems in non-compact spaces est rédigée sous la direction de Solomon Lefschetz et est publiée (avec des ajouts) en 1947 dans l'American Journal of Mathematics,. Après avoir obtenu son doctorat, Dowker devient instructeur à l'Université Western Ontario pendant un an. L'année suivante, il travaille comme assistant à Princeton sous John von Neumann. Pendant la Seconde Guerre mondiale, il travaille pour l'US Air Force, calculant les trajectoires des projectiles. Il épouse Yael Naim en 1944. Après la guerre, il est nommé professeur associé à l'Université Tufts. En raison de la peur rouge du sénateur Joseph McCarthy, il décide d'emmener sa famille en Angleterre peu de temps après, où il est nommé lecteur en mathématiques appliquées au Birkbeck College en 1951. En 1962, il obtient une chaire personnelle, jusqu'à sa retraite en 1979. Les dernières années de sa vie sont marquées par une longue maladie, mais il continue à travailler, développant la notation Dowker dans les semaines précédant sa mort,.
Son article le plus cité est son article de 1951 dans lequel il introduit le concept d'espaces paracompacts dénombrables. Dowker conjecture que les soi-disant espaces de Dowker ne peuvent pas exister, une conjecture finalement prouvée fausse  dans un célèbre article de 1971 de Mary Ellen Rudin,.